# Kalandra fel! (Simpson család)

A Kalandra fel! (Life on the Fast Lane) a Simpson család első évadának, kilencedik epizódja.
 Eredeti premier: 1990. március 18. Magyarországon a TV3 sugározta először 1998. szeptember 28-án.

## Történet
Elérkezik Marge születésnapja, de Homer elfeledkezett róla. Gyorsan elmegy a plázába ajándékot venni, és, hogy Marge-ot megünnepeljék, Patty és Selma elviszi a családot a Vesepecsenye étterembe. Ott kiderül, hogy Homer egy tekegolyót vett feleségének, ráadásul az ő neve volt rá írva. Ezek után Marge elmegy bowlingozni, és ott megismerkedik Jaques-al, aki megtanítja őt tekézni. Ám Jaques, beleszeret Marge-ba, így Homer és Marge kapcsolata, egyre romlik.